# Gargaure
Gargaure är en sjö i Arjeplogs kommun i Lappland och ingår i Umeälvens huvudavrinningsområde. Sjön har en area på 4,57 kvadratkilometer och ligger 453 meter över havet. Sjön avvattnas av vattendraget Gargån.

## Delavrinningsområde
Gargaure ingår i det delavrinningsområde (729062-159248) som SMHI kallar för Utloppet av Gargaure. Medelhöjden är 470 meter över havet och ytan är 23,34 kvadratkilometer. Det finns inga avrinningsområden uppströms utan avrinningsområdet är högsta punkten. Gargån som avvattnar avrinningsområdet har biflödesordning 3, vilket innebär att vattnet flödar genom totalt 3 vattendrag innan det når havet efter 334 kilometer. Avrinningsområdet består mestadels av skog (36 procent) och sankmarker (44 procent). Avrinningsområdet har 4,58 kvadratkilometer vattenytor vilket ger det en sjöprocent på 19,6 procent.